# Estação Mariino
Mariino (em russo:  Ма́рьино) é uma estação terminal da linha Liublinsko-Dmitrovskaia (Linha 10) do Metro de Moscovo, na Rússia. A estação «Mariino» está localizada após a estação «Bratislavskaia». Em 2011, uma nova seção desta linha deverá estar operacional, indo para o sul de «Borissovo» (próxima estação) até «Ziablikovo» (a estação terminal futuro).